# Niepewność pomiaru
Niepewność pomiaru – pojęcie z zalecanego od 1993 r. przez międzynarodowe organizacje standaryzacyjne sposobu wyznaczania wyniku pomiaru zwanego rachunkiem (teorią) niepewności i oznaczające parametr związany z wartościami (serią) pomiaru danej wielkości fizycznej w stałych warunkach, które można w uzasadniony sposób przypisać wartości mierzonej, i charakteryzujący ich rozrzut w przedziale, wewnątrz którego można z zadowalającym prawdopodobieństwem usytuować wartość wielkości mierzonej. Niepewność pomiaru wynika z tego, że zawsze jest on niedokładny, co nie tylko wynika z niedoskonałości aparatury i zmysłów obserwatora, ale jest nieodłączną cechą takiej operacji.

## Źródła niepewności
Niektóre źródła niepewności:
- niepełna definicja wielkości mierzonej
- niedoskonała realizacja definicji wielkości mierzonej
- niepełna znajomość wpływu otoczenia lub niedoskonały pomiar warunków otoczenia
- błędy w odczycie wskazań przyrządów
- klasa dokładności przyrządów pomiarowych
- niedokładne wartości danych otrzymywanych ze źródeł zewnętrznych: wartości przypisane wzorcom i materiałom odniesienia, stałe przyjmowane do obliczeń
- niedoskonałość metody pomiarowej
- operacja poboru próbki

## Miary ilościowe niepewności
- niepewność standardowa  – równa odchyleniu standardowemu lub jego estymacie
- niepewność typu A – wyznaczana z zastosowaniem normalnego rozkładu wyników metodą analizy statystycznej serii pojedynczych obserwacji
- niepewność typu B – wyznaczana innymi metodami niż w dla typu A, najczęściej z zastosowaniem rozkładu prostokątnego opisującym  nierozpoznane oddziaływania systematyczne
- złożona niepewność standardowa – ustalana w przypadku występowania wielu niepewności i dla pomiarów bezpośrednich ustalana jako  pierwiastek sumy kwadratów niepewności składowych, a dla pomiarów pośrednich kwadraty niepewności składowych są mnożone przez wagi zgodnie z prawem propagacji niepewności, spotyka się też określenie, że jest to połączona niepewność typu A i typu B
- niepewność rozszerzona – określa granice przedziału niepewności z określonym poziomem ufności i stanowi iloczyn niepewności standardowej i współczynnika rozszerzenia
- poziom ufności – prawdopodobieństwo tego, że w przedziale niepewności wyniku pomiaru (czyli w przedziale ufności) znajduje się wartość faktyczna

## Obliczanie niepewności typu A i B
Sposób obliczania niepewności zależy od charakteru pomiaru. Wyróżnia się dwie zasadnicze metody.

### Metoda (typ niepewności) A
Gdy wyniki poszczególnych pomiarów tej samej wielkości różnią się, wówczas niepewność obliczana jest na drodze analizy statystycznej wyników serii pojedynczych pomiarów. Zakłada się przy tym pewien rozkład statystyczny poszczególnych prób. Jeżeli błędy pomiarowe są losowe, tym rozkładem jest rozkład normalny. Wówczas, dla dużej liczby prób (powyżej 30), estymatorem niepewności pomiarowej jest odchylenie standardowe średniej (średni błąd średniej). Dla mniejszej liczby prób niepewność jest większa i równa iloczynowi odchylenia standardowego średniej i współczynnika wynikającego z rozkładu Studenta, który zależy od przyjętego poziomu ufności i liczby pomiarów.

### Metoda (typ niepewności) B
Gdy wyniki pomiarów są takie same lub podlegają systematycznym zmianom, wówczas metody statystyczne nie mogą być zastosowane. Sytuacja taka występuje np. gdy:
- klasa przyrządu jest niska w danych warunkach pomiaru (na przykład przy pomiarze długości ołówka linijką ze skalą centymetrową). Wówczas o niepewności pomiarowej decyduje klasa przyrządu (w przykładzie z linijką będzie to 1 cm).
- mierzona wielkość zmienia się znacząco w czasie pomiaru z powodu warunków zewnętrznych, np. zmiany temperatury.